# 麦格尼鳍鱼龙属
麦格尼鳍鱼龙属（学名：Magnipterygius）是原始鱼龙目已灭绝的一个属，化石发现于德国多滕豪森早侏罗世（托阿尔阶晚期）的波西多尼亚页岩。正模标本SMNS96922是一副关节连接的完整骨骼。该属是种长约120（3.9英尺）的小型鱼龙，使之成为三叠纪以后第二个拥有这种体型的属。由于和狭翼鱼龙类似，故将其分类为狭翼鱼龙科成员。

## 发现与命名
正模标本经州立斯图加特自然历史博物馆许可，于2011年从多滕豪森霍尔希姆的采石场中发现。除尾部留在原地岩块中外，其余部分均已出土。在低压下使用化学清洁铁粉，并用空气磨料进行清修。研究期间发现此标本代表鱼龙目一个全新的属，被命名为许氏麦格尼鳍鱼龙（Magnipterygius huenei），属名指魔兽系列游戏中的矮人国王麦格尼·铜须（Magni Bronzebeard），种名则致敬古生物学家弗里德里希·冯·许纳及其对波西多尼亚页岩生物群研究所作贡献。